# Tablettage
En pose de menuiserie, le tablettage est le fait de reproduire à l'identique sur une pièce de bois ou un panneau (en particulier, sur une tablette), la forme ou les défauts d'une paroi (un mur, un plafond, etc.).